# Ramanan Laxminarayan
Ramanan Laxminarayan, do campo da saúde pública, formado pela Universidade de Washington e Birla Instituto de Tecnologia e Ciência (Pilani)
Ramanan Laxminarayan Ph.D., MPH (mestre em saúde pública), associado da Sociedade de Doenças Infecciosas da América (nascido em 1970 em Kampala, Uganda) é economista e epidemiologista . Ele é fundador e diretor do One Health Trust - anteriormente conhecido como Center for Disease Dynamics, Economics &amp; Policy (CDDEP, Centro para o Estudo de Dinâmicas patológicas, Economia e Políticas) - em Washington, DC Laxminarayan é pesquisador sênior da Universidade de Princeton, professor afiliado da Universidade de Washington, um associado sênior da Escola de Saúde Pública Johns Hopkins Bloomberg e professor visitante da Universidade de Strathclyde . Sua pesquisa sobre modelos epidemiológicos de doenças infecciosas e análise econômica de resistência a medicamentos e pesquisas sobre saúde pública chamam a atenção de líderes e formuladores de políticas em todo o mundo.
Ele atuou no grupo de trabalho de resistência antimicrobiana do Conselho de Assessores de Ciência e Tecnologia do presidente Obama . Ele também é membro votante do Conselho Consultivo Presidencial dos EUA sobre Combate à Resistência Antimicrobiana. Ele é presidente da Global Antibiotic Research and Development Partnership (GARDP, Parceria Global de Pesquisa e Desenvolvimento de Antibióticos), uma organização sem fins lucrativos criada pela Organização Mundial da Saúde junto com a Iniciativa de Medicamentos para Doenças Negligenciadas (DNDi).
Laxminarayan foi um dos principais arquitetos do Affordable Medicines Facility-malaria (AMFm, Centro de Medicamentos Acessíveis - malária), um mecanismo de financiamento inovador para fornecer medicamentos antimaláricos acessíveis e eficazes em todo o mundo. A ideia surgiu de um painel do Instituto de Medicina presidido pelo economista Kenneth Arrow que pediu subsídios globais para garantir que antimaláricos à base de artemisinina fossem introduzidos para eliminar monoterapias que resultariam em resistência. Laxminarayan atuou nesse painel e posteriormente trabalhou extensivamente no projeto do mecanismo de subsídio. O AMFm foi lançado em 2008 com o compromisso do primeiro-ministro britânico Gordon Brown.
Laxminarayan é um especialista global líder na compreensão da resistência a antibióticos como um problema de gerenciamento de um recurso global compartilhado. Através de sua pesquisa prolífica, alcance público ativo e engajamento político sustentado, Laxminarayan desempenhou um papel central em trazer a questão da resistência às drogas à atenção de líderes e formuladores de políticas em todo o mundo e à Assembleia Geral das Nações Unidas em setembro de 2016. Sua palestra no TED sobre resistência a antibióticos, que ajudou a chamar a atenção para essa questão, foi vista mais de um milhão de vezes.
Durante o governo Obama, Laxminarayan atuou no grupo de trabalho de resistência antimicrobiana do Conselho de Assessores de Ciência e Tecnologia do Presidente dos EUA. Ele foi posteriormente nomeado membro votante do Conselho Consultivo Presidencial dos EUA sobre o Combate à Resistência Antimicrobiana em 2016. Ele foi nomeado para um segundo mandato sob a administração de Donald Trump.
Laxminarayan é membro do Conselho de Relações Exteriores, membro da Associação Americana para o Avanço da Ciência e membro da Sociedade de Doenças Infecciosas da América. Ele é editor da série de Prioridades de Controle de Doenças para Países em Desenvolvimento, 3. ed..

## Unidade de Suporte Técnico de Imunização
Em 2012, Laxminarayan criou a Unidade de Apoio Técnico de Imunização (ITSU) que apoia o programa de imunização do Ministério da Saúde e Bem-Estar Familiar do Governo da Índia e que é reconhecido por ajudar a melhorar rapidamente a cobertura vacinal e a introdução de quatro novas vacinas. A campanha da Missão Indradhanush foi concebida pela Unidade de Apoio Técnico de Imunização (ITSU) e posteriormente lançada pelo Programa de Imunização Universal da Índia. Entre outras inovações, Laxminarayan e seus colegas foram fundamentais na criação da rede eletrônica de inteligência de vacinas (eVIN) com pilotos em Bareilly e Shahjahanpur. O eVIN é agora o maior sistema eletrônico de gerenciamento de logística de vacinas do mundo e cobre todos os 731 distritos em 36 estados e territórios sindicais do país.

## Covid na Índia
Laxminarayan foi um dos primeiros a alertar sobre a potencial devastação do COVID-19 na Índia. Em uma série de entrevistas em meados de março de 2020, quando a Índia tinha menos de 500 casos e 10 mortes, ele previu que mais de 200 milhões de indianos seriam infectados e 1-2 milhões morreriam da doença, a menos que medidas estritas fossem implementadas. Sua entrevista com a BBC, Barkha Dutt e Karan Thapar que alertou para um tsunami de casos de Covid na Índia, foi amplamente vista e acredita-se que tenha provocado um lockdown generalizado em toda a Índia pelo governo indiano. Em uma publicação publicada no New York Times após o bloqueio nacional em 24 de março de 2020, Laxminarayan alertou que a Índia tinha apenas algumas semanas para criar uma infraestrutura de testes enorme, acessível e facilmente disponível, para conter surtos locais e se preparar para a avalanche do vírus. coronavírus. Em entrevista a Isaac Chotiner, da Revista New Yorker, ele previu que era "provável que o Covid apenas prejudique a população, a menos que algo mude fundamentalmente no próprio vírus na Índia, para o qual não temos evidências reais".
Posteriormente, ele liderou o maior estudo de epidemiologia da Covid no mundo, publicado na Revista Science.

## Oxigênio para a Índia
Durante a segunda onda do COVID-19 (variante Delta) na Índia, em março e abril de 2021, Laxminarayan e uma equipe de voluntários foram fundamentais na organização das importações de equipamentos de oxigênio para resolver o desafio da entrega de oxigênio médico de última hora aos pacientes. A campanha foi apoiada por mais de 12.000 doadores individuais e grandes corporações, incluindo United Airlines, Logitech, UIPath, Yahoo e TechMahindra. O colega de Laxminarayan, Rahul Thakkar, que havia sido hospitalizado por COVID-19 e para quem Laxminarayan havia iniciado a campanha, morreu da doença em abril de 2021. OxygenForIndia, uma campanha dirigida por voluntários que acabou importando mais de 20.000 cilindros de oxigênio e 3.000 concentradores de oxigênio para aliviar a necessidade de oxigênio medicinal.
Laxminarayan e o Dr. Indu Bhushan, o CEO fundador da Ayushman Bharat, juntos, lideram o trabalho da OxygenForIndia (Oxigênio para a Índia) na formação de uma rede nacional de fornecimento de  oxigênio com o objetivo de que nenhum indiano morra por falta de oxigênio médico a qualquer hora, em qualquer lugar.

## Prêmios e homenagens selecionados
Aluno Notável, Academia e Pesquisa, Birla Instituto de Tecnologia e Ciências, Pilani, 2019
Aluno Notável, University de Washington, Seattle, 2020
Medalha "Ella Pringle" por Palestra, Colégio Real de Médicos de Edimburgo, 2018
Palestra de Inverno, 2015, Universidade de Edimburgo
BP Koirala Memorial Oration, BP Koirala Institute of Health Sciences, Dharan, 2019